# Бородинськ
Бороди́нськ (рос. Бородинск) — село у складі Бакчарського району Томської області, Росія. Входить до складу Плотниковського сільського поселення.

## Населення
Населення — 75 осіб (2010; 134 у 2002).
Національний склад (станом на 2002 рік):
- росіяни — 74 %